# Wiaczasłau Płaksunou
Wiaczasłau Anatolewicz Płaksunou (biał. Вячаслаў Анатолевіч плаксуноў, ros. Вячеслав Анатольевич Плаксунов; Wiaczesław Anatoljewicz Płaksunow, ur. 6 marca 1968 w Siennie) – białoruski biegacz narciarski reprezentujący też ZSRR, zawodnik klubu Dynamo Mińsk.
W Pucharze Świata zadebiutował 5 stycznia 1991 roku w Mińsku, gdzie zajął szóste miejsce w biegu na 15 km stylem dowolnym. Tym samym już w swoim debiucie zdobył pierwsze pucharowe punkty. Nigdy nie stanął na podium zawodów tego cyklu, najlepszy wynik osiągnął 12 grudnia 1992 roku w Ramsau am Dachstein, gdzie był piąty w biegu na 10 km stylem dowolnym. W klasyfikacji generalnej najwyżej uplasował się w sezonie 1990/1991, który ukończył na 21. pozycji.
W 1994 roku wziął udział w igrzyskach olimpijskich w Lillehammer, zajmując między innymi 21. miejsce w biegu łączonym oraz dwunaste w sztafecie. Na rozgrywanych cztery lata później igrzyskach w Nagano był czternasty w sztafecie, a rywalizacji na dystansie 50 km stylem dowolnym nie ukończył. Był też ponadto ósmy w biegu na 15 km techniką dowolną oraz piąty w sztafecie na mistrzostwach świata w Val di Fiemme w 1991 roku.

## Osiągnięcia

### Igrzyska olimpijskie
| Miejsce | Dzień     | Rok  | Miejscowość | Konkurencja             | Czas biegu | Strata  | Zwycięzca       |
| ------- | --------- | ---- | ----------- | ----------------------- | ---------- | ------- | --------------- |
| 27.     | 14 lutego | 1994 | Lillehammer | 30 km stylem dowolnym   | 1:12:26,4  | +6:31,3 | Thomas Alsgaard |
| 53.     | 17 lutego | 1994 | Lillehammer | 10 km stylem klasycznym | 24:20,1    | +2:52,0 | Bjørn Dæhlie    |
| 21.     | 19 lutego | 1994 | Lillehammer | Bieg pościgowy 10+15 km | 1:00:08,8  | +4:26,4 | Bjørn Dæhlie    |
| 12.     | 22 lutego | 1994 | Lillehammer | Sztafeta 4 × 10 km      | 1:41:15,0  | +8:08,7 | Norwegia        |
| 14.     | 17 lutego | 1998 | Nagano      | Sztafeta 4 × 10 km      | 1:40:55,7  | +4:19,6 | Norwegia        |
| DNF     | 22 lutego | 1998 | Nagano      | 50 km stylem dowolnym   | 2:05:08,2  | -       | Bjørn Dæhlie    |

### Mistrzostwa świata
| Miejsce | Dzień     | Rok  | Miejscowość   | Konkurencja             | Czas biegu | Strata  | Zwycięzca           |
| ------- | --------- | ---- | ------------- | ----------------------- | ---------- | ------- | ------------------- |
| 8.      | 9 lutego  | 1991 | Val di Fiemme | 15 km stylem dowolnym   | 36:57,2    | ?       | Bjørn Dæhlie        |
| 5.      | 15 lutego | 1991 | Val di Fiemme | Sztafeta 4 × 10 km      | 1:39:47,3  | +2:49,2 | Norwegia            |
| 41.     | 22 lutego | 1993 | Falun         | 10 km stylem klasycznym | 24:51,6    | +1:55,1 | Sture Sivertsen     |
| 22.     | 24 lutego | 1993 | Falun         | 10+15 km pościgowy      | 1:01:45,0  | +2:59,4 | Bjørn Dæhlie        |
| 22.     | 28 lutego | 1993 | Falun         | 50 km stylem dowolnym   | 2:03:36,8  | +6:47,5 | Torgny Mogren       |
| 31.     | 21 lutego | 1997 | Trondheim     | 30 km stylem dowolnym   | 1:06:28,2  | +3:34,8 | Aleksiej Prokurorow |
| 91.     | 24 lutego | 1997 | Trondheim     | 10 km stylem klasycznym | 23:41,8    | +4:05,1 | Bjørn Dæhlie        |
| 65.     | 25 lutego | 1997 | Trondheim     | 10+15 km pościgowy      | 1:00:11,1  | +7:44,5 | Bjørn Dæhlie        |
| 7.      | 28 lutego | 1997 | Trondheim     | Sztafeta 4 × 10 km      | 1:37:06,1  | +4:19,1 | Norwegia            |

### Puchar Świata

#### Miejsca w klasyfikacji generalnej
- sezon 1990/1991: 21.
- sezon 1992/1993: 32.
- sezon 1993/1994: 39.
- sezon 1996/1997: 71.
- sezon 1997/1998: 100.

#### Miejsca na podium
Płaksunou nigdy nie stanął na podium zawodów PŚ.